# Messerschmitt P.1106
El Messerschmitt P.1106 fue un proyecto de caza de reacción creado como un intento de mejora del Messerschmitt P.1101. 
El P.1106 sufrió varios cambios de diseño; la primera versión tenía una cola en T y la cabina del piloto estaba carenada en el estabilizador vertical, el diseño posterior tenía una cola en V y la cabina fue desplazada ligeramente hacia adelante. En ambos casos las alas tenía un ángulo de 40°. Estaba previsto que el motor que lo propulsara fuera un turborreactor He S 011 y el armamento que incluiría sería un par de cañones automáticos MK 108 de calibre 30 mm.
El proyecto fue abandonado debido a que no mejoraba el rendimiento del P.1101 y porque la cabina del P.1106 ofrecía muy poca visibilidad.

## Especificaciones

### Características generales
- Tripulación: 1 piloto
- Longitud: 9,19 m
- Envergadura: 6,65 m
- Planta motriz: 1× turborreactor Heinkel HeS 011.
  - Empuje normal: 13 kN de empuje.

### Rendimiento
- Velocidad máxima operativa (Vno): 993 km/h

### Armamento
- Cañones: 2× MK 108 de calibre 30 mm

### Desarrollos relacionados
- Messerschmitt P.1101